# Thor Heyerdahl
Thor Heyerdahl KStJ (pronunciación en noruego: /tuːr ˈhæ̀ɪəɖɑːɫ/; Larvik, Noruega, 6 de octubre de 1914-Colla Micheri, Andora, Italia, 18 de abril de 2002) fue un aventurero y etnógrafo noruego. También se dedicó al estudio de la zoología, la botánica y la geografía.
Alcanzó renombre mundial por organizar la expedición Kon-Tiki en 1947, durante la cual recorrió 8000 km (5,000 mi) a lo largo del océano Pacífico, desde las costas de Perú hasta el archipiélago Tuamotu, a bordo de una balsa artesanal. Heyerdahl diseñó este viaje para tratar de demostrar que los pueblos antiguos pudieron realizar largos viajes oceánicos que pusieran en contacto a culturas separadas, lo cual está estrechamente relacionado con un modelo difusionista de desarrollo cultural.
Heyerdahl completó otros viajes destinados a demostrar la posibilidad de contacto entre pueblos antiguos muy distantes, como la expedición Ra II en 1970, que lo llevó a navegar desde la costa occidental de África hasta Barbados sobre una balsa de juncos de papiro. Fue nombrado statsstipendiat ("académico del gobierno") por el Parlamento de Noruega en 1984.
Murió el 18 de abril de 2002 en Colla Micheri, Italia, mientras visitaba a familiares cercanos. El gobierno noruego le ofreció un funeral de estado en la catedral del Salvador, de Oslo, el 26 de abril de 2002.
En mayo de 2011, los Archivos de Thor Heyerdahl se agregaron al Registro de la Memoria del Mundo de la UNESCO. En ese momento, esta lista incluía 238 colecciones de todo el mundo. Los Archivos Heyerdahl abarcan los años 1937 a 2002 e incluyen su colección fotográfica, diarios, cartas privadas, planes de expedición, artículos, recortes de periódicos y manuscritos originales de libros y artículos. Los Archivos Heyerdahl son administrados por el Museo Kon-Tiki y la Biblioteca Nacional de Noruega en Oslo.

## Biografía

### Expedición Kon-tiki

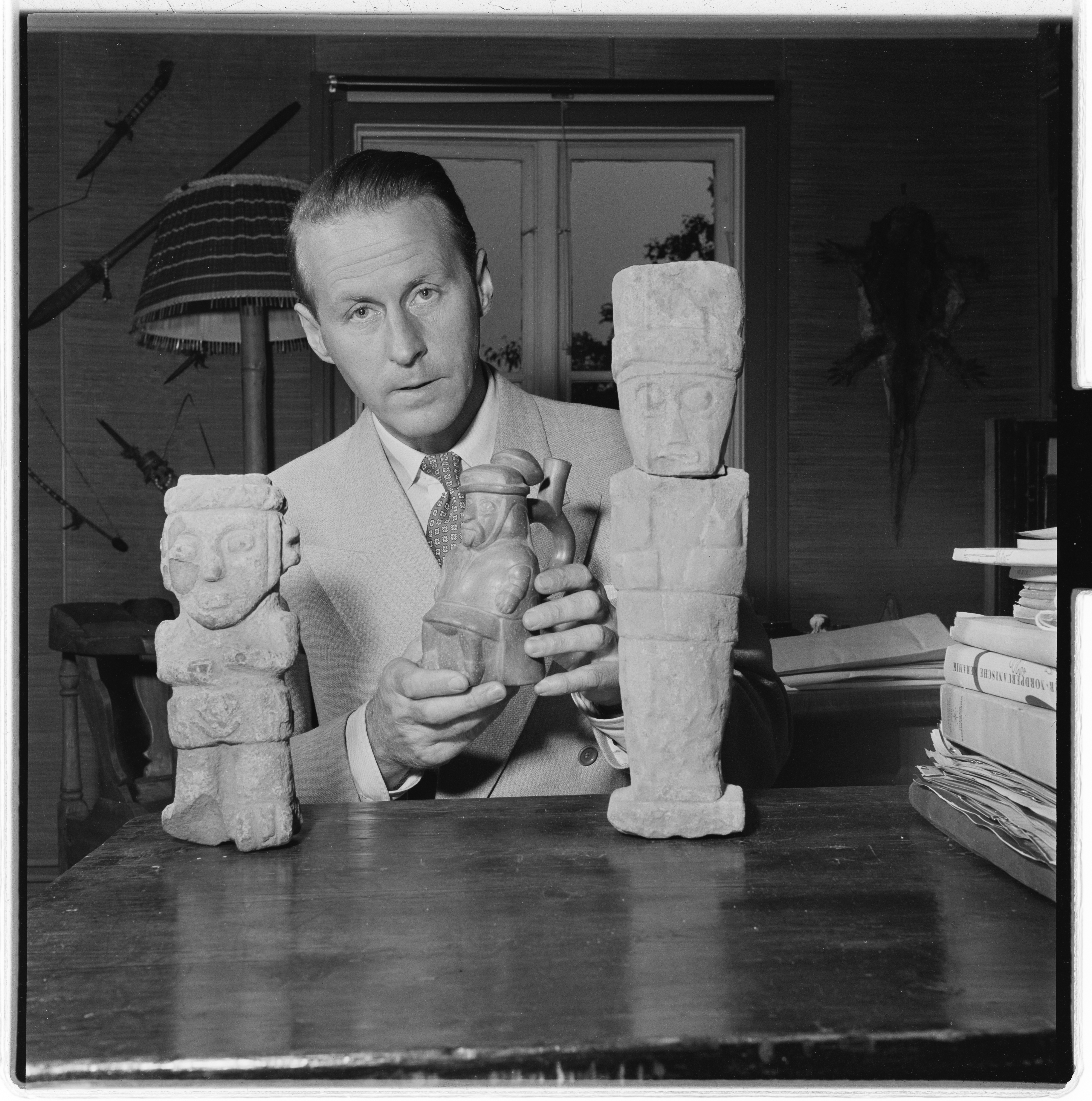
Thor Heyerdahl, hacia 1955

Thor Heyerdahl se hizo célebre por la expedición Kon-tiki de 1947, que navegó por el Pacífico en una balsa construida con troncos, plantas y materiales naturales de Sudamérica. Navegó 8000 kilómetros desde Perú hasta el archipiélago Tuamotu. La balsa estaba tripulada por seis hombres: Heyerdahl, Knut Haugland, Bengt Danielsson, Erick Hesselberg, Torstein Raaby y Herman Watzinger.
Esta expedición demostró que no había razones técnicas para impedir que los habitantes de América del Sur se hubieran establecido en las islas de la Polinesia. No obstante, basándose en elementos físicos y genéticos, la mayoría de antropólogos continúa pensando que la Polinesia fue colonizada desde el Oeste hacia el Este, con migraciones que partían del continente asiático.
En la expedición, él y un pequeño grupo fueron hasta América del Sur, donde utilizaron árboles y otros materiales autóctonos para construir una balsa, la cual chocó contra un arrecife en Raroia, archipiélago Tuamotu el 7 de agosto de 1947, después de 101 días de viaje por el océano Pacífico, probando cómo los pobladores prehistóricos podrían haber viajado. La única tecnología moderna que poseían eran equipos de comunicaciones y las cuerdas con que amarraron los troncos. En una de las islas de su destino les dijeron que ellos las habrían amarrado con fibra de coco, pues aguantaba más. Para alimentarse, se proveían de lo que el océano les brindaba. El documental de la expedición, Kon-Tiki —producido por Olle Nordemar—, ganó un premio de la Academia en 1951. También, fue nominada al Óscar a la mejor película de habla no inglesa en 2013 la película basada en esta historia, llamada Kon-Tiki.

«Si me hubieran preguntado a los diecisiete años de edad si viajaría en el mar en una balsa, habría negado absolutamente esa posibilidad. A esa edad, sufría de fobia al agua», dijo Heyerdahl.

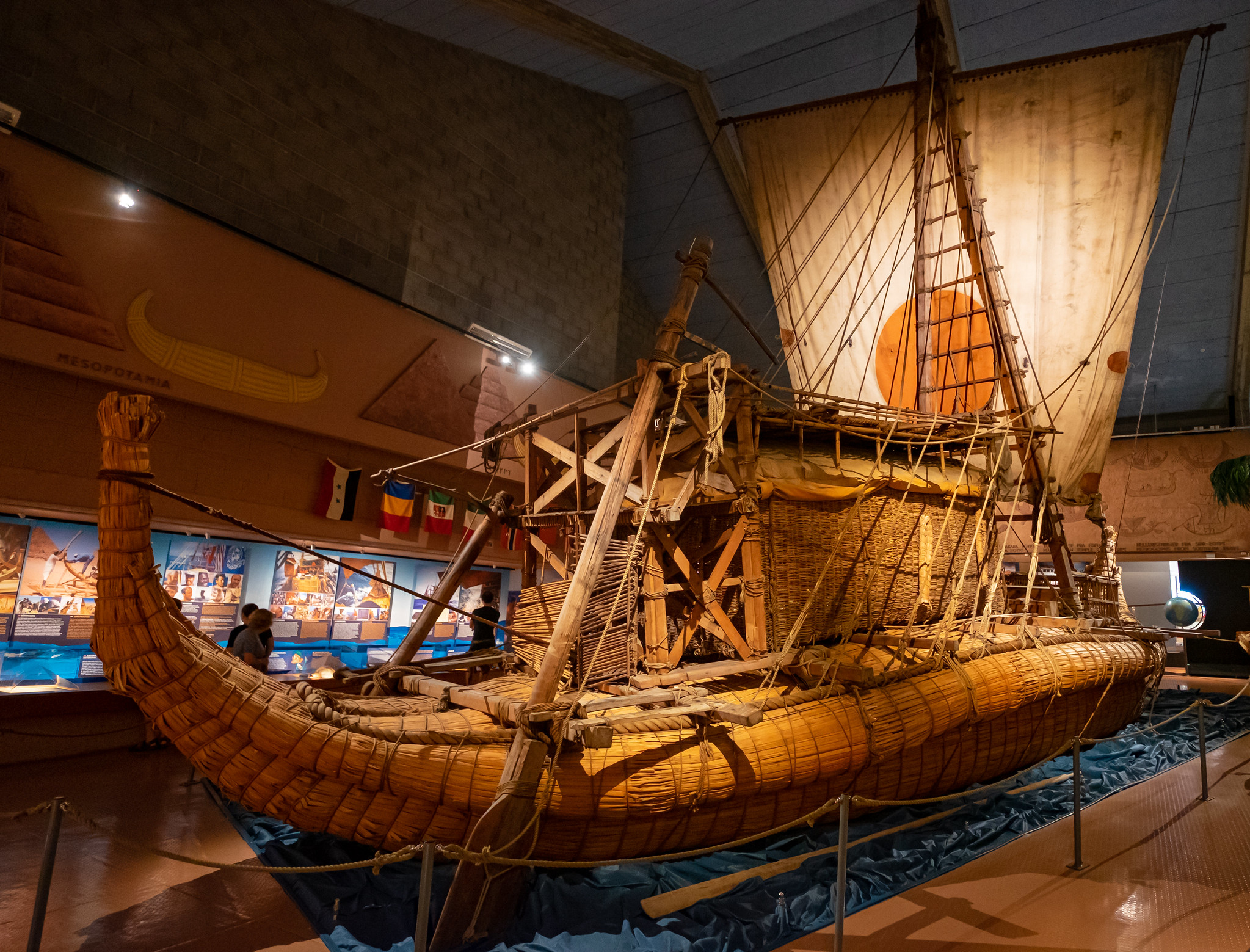
Ra II en Oslo

### Otras expediciones
En los años siguientes, Heyerdahl estuvo implicado en muchas otras expediciones y proyectos arqueológicos. Sin embargo, aún se lo conoce más por la construcción de botes y por su difusión antropológica. Junto con el antropólogo mexicano Santiago Genovés construyó los botes Ra y Ra II para demostrar que los antiguos egipcios podrían haberse comunicado con América. El 17 de mayo de 1970 se propuso navegar desde Marruecos en el bote de papiro Ra II a través del océano Atlántico. Por un documental acerca de estas expediciones, The RA Expeditions, Thor Heyerdahl y Lennart Ehrenborg recibieron, como productores, una nominación al Óscar en 1971.
Su siguiente bote, Tigris, fue creado para demostrar que la Cultura del valle del Indo, en Pakistán, habría podido conectarse con la de Mesopotamia. El Tigris fue incendiado deliberadamente en Yibuti el 3 de abril de 1978 como protesta contra las violentas guerras de cada lado del mar Rojo y África.
«¿Fronteras? Nunca he visto una. Pero he oído que existen en las mentes de algunas personas».

## Obra
- På Jakt efter Paradiset (Caza por el Paraíso), 1938; Fatu-Hiva: Back to Nature
- Kon-Tiki ekspedisjonen, 1948
- American Indians in the Pacific: The Theory Behind the Kon-Tiki Expedition (Chicago: Rand McNally, 1952), 821 pp.
- Aku-Aku: el secreto de la Isla de Pascua ISBN 0-14-001454-3.
- Sea Routes to Polynesia: American Indians and Early Asiatics in the Pacific (Chicago: Rand McNally, 1968), 232 pp.
- The Ra Expeditions ISBN 0-14-003462-5
- Early Man and the Ocean: The Beginning of Navigation and Seaborn Civilizations
- The Tigris Expedition: In Search of Our Beginnings
- The Maldive Mystery
- Green Was the Earth on the Seventh Day: Memories and Journeys of a Lifetime
- Pyramids of Tucume: The Quest for Peru's Forgotten City
- In the Footsteps of Adam: A Memoir (ed. oficial Abacus, 2001, tradujo Ingrid Christophersen) ISBN 0-349-11273-8
- Ingen grenser (Sin Fronteras), 1999[7]
- Jakten på Odin (Teorías sobre Odin), 2001

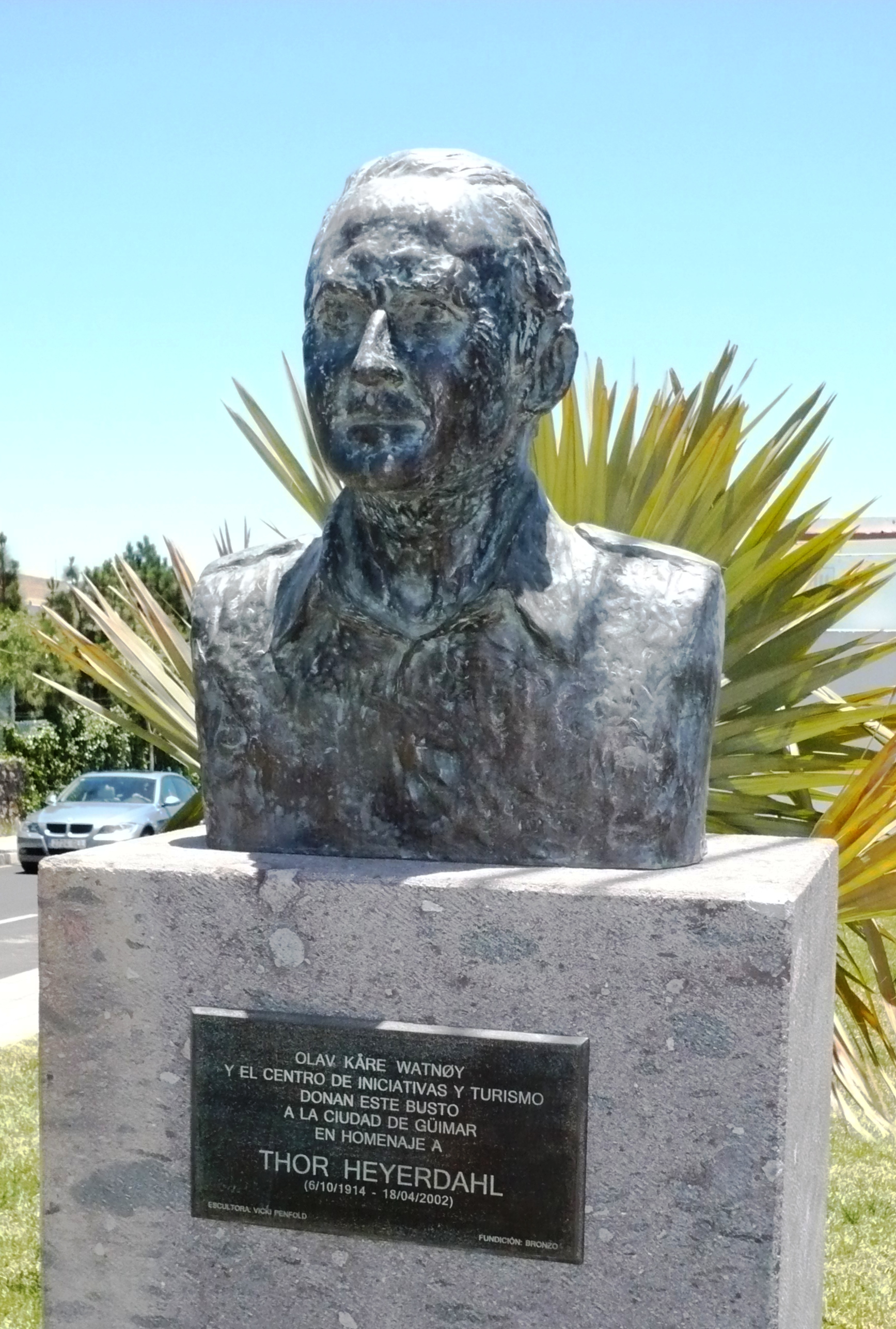
Busto de Thor Heyerdahl. Güímar, Tenerife, Islas Canarias, España.

## Literatura
- C. C. Bergius. Thor Heyerdahl. In: Ders.: Die großen Entdecker. Präsentverlag Peter, Gütersloh 1974, ISBN 3-87644-040-8

- Snorre Evensberget. Thor Heyerdahl. The explorer. Stenersen, Oslo 2002, ISBN 82-7201-189-1

- Arnold Jacoby. Señor Kon-Tiki. Das abenteuerliche Forscherleben Thor Heyerdahls. Ullstein, Berlín 1966

- Christopher Ralling. The Kon-Tiki man. Thor Heyerdahl. ISIS Books, Oxford 1990, ISBN 1-85089-297-0

- Berndt Schulz. Thor Heyerdahl. Wissenschaft und Abenteuer. Rasch & Röhring, Hamburg 1998. ISBN 3-89136-655-8

- Bernt Schulz. Thor Heyerdahl. Expeditionen mit der Kon-Tiki, der Ra und der Tigris (National Geographic; vol. 234). 2ª ed. Frederking & Thaler, Múnich 2007. ISBN 978-3-89405-234-8

- Juri Senkewitsch. На „Ра“ через Атлантику; castellano Con la barca de papiro a través del Atlántico. 1973

## Premios y distinciones

### Premios Óscar
| Año  | Categoría              | Película | Resultado |
| ---- | ---------------------- | -------- | --------- |
| 1972 | Mejor documental largo | Ra       | Nominado  |